# オープンリーゲイ

レインボーフラッグ

オープンリーゲイ（英：openly gay）は、社会に対して自身が同性愛者であることをカムアウトしている男性を指す言葉。「オープンリー・ゲイ」とも表される。

## 概要
男性同性愛者（ゲイ）のうち、広く社会に対して自身の性的指向をカムアウトしている人物を指す。すなわち「公言」している人物である。
同様にカムアウトしている女性同性愛者（レズビアン）は「オープンリーレズビアン」、両性愛者（バイセクシュアル）は「オープンリーバイセクシュアル」と呼ばれる。「オープンリートランスジェンダー」、「オープンリーLGBT」、「オープンリーLGBTQ」といった語の使用もみられる。

## オープンリーゲイの人物

### 日本
- 松岡宗嗣[4] - ライター。
- 鈴掛真 - 歌人。著書に「ゲイだけど質問ある？」[5][6]。
- 小佐野彈[7] - 歌人。
- 石川大我 - 政治家。日本で初めて、オープンリーゲイとして公職に当選[8][9]。
- 砂川秀樹[10] - 文化人類学者。
- 鈴木茂義 - 元小学校教員。現在は小学校及び大学の非常勤講師を務める[11][12]。

### 大韓民国
- Holland（ホランド） - 歌手。2022年、ヘイトクライムと思われる暴行を受ける[13]。

### 中華民国
- 祁家威 - 中華民国（台湾）で最初のオープンリーゲイ[14]。

### 香港
- 陳志全（英語版） - 香港で初めてのオープンリーゲイの香港立法会議員[15]。民主派として知られ、2020年に「国家政権転覆を共謀した」として逮捕[16]。

### アメリカ合衆国
- ピート・ブティジェッジ[17] - 第19代アメリカ合衆国運輸長官

## 関連作品
- 『チョコレートドーナツ』 - 2012年公開の映画。主人公のドラァグクイーンのゲイを演じるのは、2007年に同性結婚をし、バイであることを公表しているアラン・カミング[18][19][20]。

- 『S.A.M』 - オープンリーゲイでダウン症の人物と自身の性的指向を完全には受け入れられていないゲイが登場する、2020年の短編映画[21]。